# Vol Uni-Air International 602
Le vol Uni-Air International 602 est un vol commercial régulier, assuré par un Fairchild FH-227 de la compagnie aérienne française Uni-Air International ayant subi un accident en approche sur l'aéroport de Valence-Chabeuil dans la Drôme le 10 avril 1989, ne laissant aucun survivant parmi les 22 occupants de l'avion.

## Circonstances
Le vol Uni-Air International 602 (EY 602 GA) était le vol d'un Fairchild FH-227B de la compagnie aérienne Uni-Air International, affrété par Europe Aero Service, en provenance de Paris-Orly (France) et à destination de aéroport de valence (France), le 10 avril 1989 à 21h08, avec trois membres d'équipage et 19 passagers à bord,.

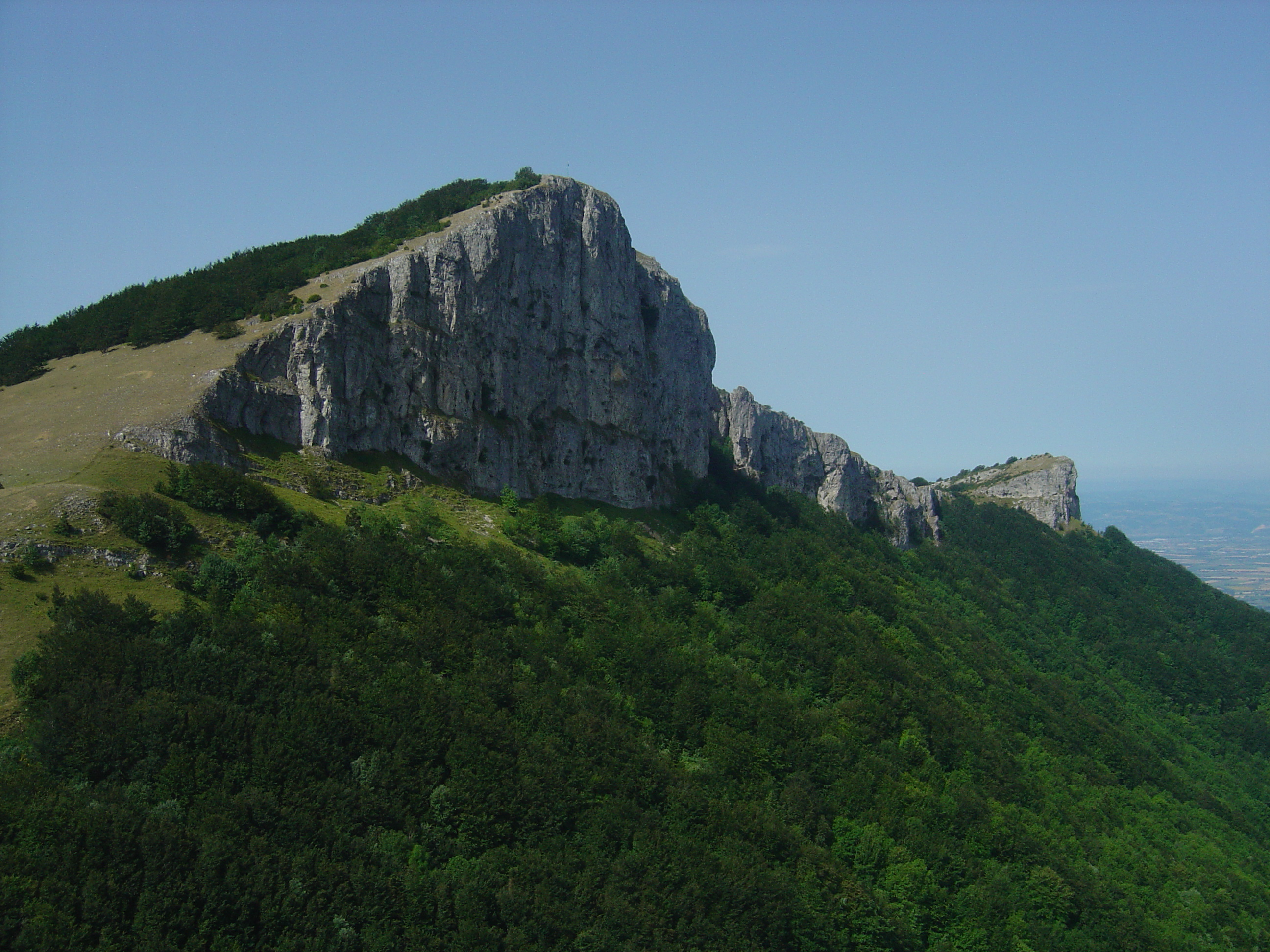
Falaise de la Pierre Chauve, lieu de l'accident du vol 602

L'avion percute le relief en procédure d'approche près du col de Tourniol, commune de Léoncel (Drôme). Il n'y a aucun survivant parmi les 22 personnes à bord.
L’épave a été retrouvée par les services de secours vers 1h15.Près de 300 hommes ont été mobilisés et une cinquantaine d’engins avaient été nécessaires à l’opération. À l’époque, la préfecture de la Drôme avait déclenché le plan Sater.
Le lendemain du crash, le ministre des Transports Michel Delebarre était venu à Valence.
Juste après la découverte de la carlingue de l'avion, de longues files de corbillards s'étaient formées devant l’abbaye de Léoncel. Une cérémonie avait eu lieu avant que les corps ne soient rapatriés dans les familles.
Le rapport d'enquête du BEA avait conclut à une erreur de navigation de la part de l'équipage de l'appareil.
Les investigations avaient exonéré la Chambre de commerce et d’industrie de Valence, alors gérant de l’aéroport de Chabeuil, les balises de navigation, les services de contrôle aérien mais aussi l’état du Fokker 27 d'Uni-Air International.
Cette catastrophe aérienne, la plus meurtrière de la Drôme, avait entraîné la fermeture de la ligne Paris-Valence.

## Personnel et aéronef
- Commandant de bord : 49 ans totalisant 8 972 h de vol, dont 577 sur FH-227.
- Copilote : 59 ans totalisant 15 639 de vol.
- PNC : 48 ans
- Passagers: 19 personnes

- Appareil : Fairchild FH-227B no 532 construit en 1967, immatriculé F-GGDM et totalisant 27 249 heures de vol
- Motorisation : 2 Rolls Royce DART 532-7 totalisant 41 879 heures de fonctionnement pour le gauche et 7 744 heures de fonctionnement pour le droit.
- Dernière visite: le 18 juin 1989 par le groupe TAT.

L'aéronef avait été livré à Uni-Air International en juin 1988.

## Cause probable
Selon le rapport n° f-dm890410 du BEA, l'accident mortel est le résultat direct d’une erreur de navigation notamment à cause de:
- L’affichage et l’utilisation du VOR (VHF Omnidirectional Range) LSA (Licence de Station d’Aéronef) de Lyon-Satolas au lieu du Vienne.
- Une insuffisance dans la représentation mentale de la trajectoire de l’avion avec un manque de rigueur de l'équipage dans la répartition du travail et dans leur exécution.

De plus, la documentation de l’équipage utilisée pour la navigation et l’organisation du tableau de bord de l’avion pourraient être des sources d’erreur avec l’organisation de l’espace aérien dans la région de Valence qui ne permettait pas une utilisation optimale des radars existants. Les tâches de l’équipage n’ont pas été définies par l’exploitant et le copilote avait un taux d’alcoolémie modéré mais important.

## Hommage aux victimes
Une stèle a été installée sur le lieu de la catastrophe au col de Tourniol en limite avec la commune de Barbières, au bord de la route D101.
Elle recense 20 noms sur les 22 personnes décédées car certaines familles ayant décidé de ne pas inscrire le nom de leurs proches.